# La cabalgata del circo
La cabalgata del circo è un film del 1945 diretto da Eduardo Boneo e Mario Soffici.
Pellicola argentina in bianco e nero sceneggiata da Francisco Madrid che uscì il 30 maggio 1945 con protagonisti Libertad Lamarque, Hugo del Carril, José Olarra e Orestes Caviglia.
Tra gli attori del film figura Eva Duarte, futura moglie di Juan Domingo Perón e futura first lady dell'Argentina.

## Trama
La storia di un circo nel corso degli anni, raccontata attraverso le vicende di due fratelli: Roberto e Nita Arletty.